# Euphorbia bussei
Euphorbia bussei es una especie fanerógama perteneciente a la familia Euphorbiaceae. Es endémica de África oriental .

## Descripción
Euphorbia bussei es un árbol que alcanza un tamaño de 10 (-15) m con un tronco a ± 30 cm de diámetro y la corteza gris fisurada marcada por lo general con 6 filas verticales de espinas persistentes y cicatrices resultantes de las ramas caídas; las plántulas 3-4-ángulares.

## Ecología
Se encuentra en las pendientes rocosas, suelos arenosos con bosques caducifolios abiertos, fuertes pendientes rocosas en densos bosques caducifolios; a una altitud de 350-2000 metros en Kenia y Tanzania.

## Taxonomía
Euphorbia bussei fue descrita por Ferdinand Albin Pax y publicado en Botanische Jahrbücher für Systematik, Pflanzengeschichte und Pflanzengeographie 33: 286. 1903.
Etimología
Euphorbia: nombre genérico que deriva del médico griego del rey Juba II de Mauritania (52 a 50 a. C. - 23), Euphorbus, en su honor – o en alusión a su gran vientre –  ya que usaba médicamente Euphorbia resinifera. En 1753 Carlos Linneo asignó el nombre a todo el género.
bussei: epíteto otorgado en honor del oficial de agricultura alemán que en 1901 recolectó la especie en Tanzania; Walter Carl Otto Busse (1865 - 1933).
Variedades
- Euphorbia bussei var. bussei
- Euphorbia bussei var. kibwezensis (N.E.Br.) S.Carter

Sinonimia
var. bussei 
- Euphorbia mbaluensis Pax

var. kibwezensis (N.E.Br.) S.Carter
- Euphorbia kibwezensis N.E.Br.[6]